# Tiro en los Juegos Olímpicos de París 2024
El tiro en los Juegos Olímpicos de París 2024 se realizó en el Campo de Tiro de Chateauroux, ubicado en la localidad homónima, del 27 de julio al 5 de agosto de 2024.
En total fueron disputadas en este deporte 15 pruebas diferentes, 6 masculinas, 6 femeninas y 3 mixtas, repartidas en las dos especialidades de este deporte: 10 en tiro de precisión y 5 en tiro al plato. El programa de competiciones se modificó en relación con la edición anterior, la prueba de foso mixto fue sustituida por la de skeet mixto.

## Clasificación
Participaron en total 340 tiradores (170 hombres y 170 mujeres) de diferentes comités olímpicos nacionales pertenecientes a la Federación Internacional de Tiro Deportivo.

## Calendario
| C | Clasificación | F | Finales |

| Fecha→ Prueba ↓              | 27 Sáb | 28 Dom | 29 Lun | 30 Mar | 31 Mié | 01 Jue | 02 Vie | 03 Sáb | 04 Dom | 05 Lun |
| ---------------------------- | ------ | ------ | ------ | ------ | ------ | ------ | ------ | ------ | ------ | ------ |
| Rifle 3 posiciones 50 m      |        |        |        |        | C      | F      |        |        |        | F      |
| Rifle 10 m                   |        | C      | F      |        |        |        |        |        |        |        |
| Pistola rápida de fuego 25 m |        |        |        |        |        |        |        |        | C      | F      |
| Pistola 10 m                 | C      | F      |        |        |        |        |        |        |        |        |
| Foso                         |        |        | C      | F      |        |        |        |        |        |        |
| Skeet                        |        |        |        |        |        |        | C      | F      |        |        |

| Fecha→ Prueba ↓         | 27 Sáb | 28 Dom | 29 Lun | 30 Mar | 31 Mié | 01 Jue | 02 Vie | 03 Sáb | 04 Dom | 05 Lun |
| ----------------------- | ------ | ------ | ------ | ------ | ------ | ------ | ------ | ------ | ------ | ------ |
| Rifle 3 posiciones 50 m |        |        |        |        |        | C      | F      |        |        |        |
| Rifle 10 m              |        | C      | F      |        |        |        |        |        |        |        |
| Pistola 25 m            |        |        |        |        |        |        | C      | F      |        |        |
| Pistola 10 m            | C      | F      |        |        |        |        |        |        |        |        |
| Foso                    |        |        |        | C      | F      |        |        |        |        |        |
| Skeet                   |        |        |        |        |        |        |        | C      | F      |        |

| Fecha→ Prueba ↓ | 27 Sáb | 28 Dom | 29 Lun | 30 Mar | 31 Mié | 01 Jue | 02 Vie | 03 Sáb | 04 Dom | 05 Lun |
| --------------- | ------ | ------ | ------ | ------ | ------ | ------ | ------ | ------ | ------ | ------ |
| Rifle 10 m      | F      |        |        |        |        |        |        |        |        |        |
| Pistola 10 m    |        |        | C      | F      |        |        |        |        |        |        |
| Skeet           |        |        |        |        |        |        |        |        |        | F      |

## Medallistas

### Masculino
| Evento                                     | Oro                                              | Plata                                  | Bronce                                     |
| ------------------------------------------ | ------------------------------------------------ | -------------------------------------- | ------------------------------------------ |
| Rifle 3 posiciones 50 m (1 de agosto)      | Liu Yukun · República Popular China · 463,6 pts. | Serhi Kulish · Ucrania · 461,3 pts.    | Swapnil Kusale · India · 451,4 pts.        |
| Rifle 10 m (29 de julio)                   | Sheng Lihao · República Popular China · 252,2 RO | Victor Lindgren · Suecia · 251,4       | Miran Maričić · Croacia · 230,0            |
| Pistola rápida de fuego 25 m (5 de agosto) | Li Yuehong · República Popular China · 32        | Cho Yeong-Jae · Corea del Sur · 25     | Wang Xinjie · República Popular China · 23 |
| Pistola 10 m (28 de julio)                 | Xie Yu · República Popular China · 240,9         | Federico Maldini · Italia · 240,0      | Paolo Monna · Italia · 218,6               |
| Foso (30 de julio)                         | Nathan Hales · Reino Unido · 48 RO               | Qi Ying · República Popular China · 44 | Jean Pierre Brol · Guatemala · 35          |
| Skeet (3 de agosto)                        | Vincent Hancock · Estados Unidos · 58            | Conner Prince · Estados Unidos · 57    | Lee Meng-Yuan · China Taipéi · 45          |

### Femenino
| Evento                                | Oro                                        | Plata                                                 | Bronce                                                |
| ------------------------------------- | ------------------------------------------ | ----------------------------------------------------- | ----------------------------------------------------- |
| Rifle 3 posiciones 50 m (2 de agosto) | Chiara Leone · Suiza · 464,4 pts. RO       | Sagen Maddalena · Estados Unidos · 463,0 pts.         | Zhang Qiongyue · República Popular China · 452,9 pts. |
| Rifle 10 m (29 de julio)              | Ban Hyo-Jin · Corea del Sur · 251,8 (10,4) | Huang Yuting · República Popular China · 251,8 (10,3) | Audrey Gogniat · Suiza · 230,3                        |
| Pistola 25 m (3 de agosto)            | Yang Ji-In · Corea del Sur · 37 (+1)       | Camille Jedrzejewski · Francia · 37 (+0)              | Veronika Major · Hungría · 31                         |
| Pistola 10 m (28 de julio)            | Oh Ye-Jin · Corea del Sur · 243,2 RO       | Kim Ye-Ji · Corea del Sur · 241,3                     | Manu Bhaker · India · 221,7                           |
| Foso (31 de julio)                    | Adriana Ruano Oliva · Guatemala · 45 RO    | Silvana Stanco · Italia · 40                          | Penny Smith · Australia · 32                          |
| Skeet (4 de agosto)                   | Francisca Crovetto · Chile · 55 (+7)       | Amber Rutter · Reino Unido · 55 (+6)                  | Austen Smith · Estados Unidos · 45                    |

### Mixto
| Evento                     | Oro                                                  | Plata                                           | Bronce                                               |
| -------------------------- | ---------------------------------------------------- | ----------------------------------------------- | ---------------------------------------------------- |
| Rifle 10 m (27 de julio)   | Huang Yuting · Sheng Lihao · República Popular China | Keum Ji-Hyeon · Park Ha-Jun · Corea del Sur     | Alexandra Le · Islam Satpayev · Kazajistán           |
| Pistola 10 m (30 de julio) | Zorana Arunović · Damir Mikec · Serbia               | Şevval İlayda Tarhan · Yusuf Dikeç · Turquía    | Manu Bhaker · Sarabjot Singh · India                 |
| Skeet (5 de agosto)        | Diana Bacosi · Gabriele Rossetti · Italia            | Austen Smith · Vincent Hancock · Estados Unidos | Jiang Yiting · Lyu Jianlin · República Popular China |

## Medallero
| Núm. | País                    | Oro | Plata | Bronce | Total |
| ---- | ----------------------- | --- | ----- | ------ | ----- |
| 1    | República Popular China | 5   | 2     | 3      | 10    |
| 2    | Corea del Sur           | 3   | 3     | 0      | 6     |
| 3    | Estados Unidos          | 1   | 3     | 1      | 5     |
| 4    | Italia                  | 1   | 2     | 1      | 4     |
| 5    | Reino Unido             | 1   | 1     | 0      | 2     |
| 6    | Guatemala               | 1   | 0     | 1      | 2     |
| 6    | Suiza                   | 1   | 0     | 1      | 2     |
| 8    | Chile                   | 1   | 0     | 0      | 1     |
| 8    | Serbia                  | 1   | 0     | 0      | 1     |
| 10   | Francia                 | 0   | 1     | 0      | 1     |
| 10   | Suecia                  | 0   | 1     | 0      | 1     |
| 10   | Turquía                 | 0   | 1     | 0      | 1     |
| 10   | Ucrania                 | 0   | 1     | 0      | 1     |
| 14   | India                   | 0   | 0     | 3      | 3     |
| 15   | Australia               | 0   | 0     | 1      | 1     |
| 15   | China Taipéi            | 0   | 0     | 1      | 1     |
| 15   | Croacia                 | 0   | 0     | 1      | 1     |
| 15   | Hungría                 | 0   | 0     | 1      | 1     |
| 15   | Kazajistán              | 0   | 0     | 1      | 1     |
|      | TOTAL                   | 15  | 15    | 15     | 45    |